# Obrint Pas
Obrint Pas va ser un grup de música procedent de la ciutat de València. La seua música és una barreja de ska, hardcore punk, rock, reggae i folk amb melodies i instruments tradicionals, entre els quals destaca la dolçaina. Les seues lletres tracten temes com la denúncia social o la solidaritat, defensen la unitat territorial i la independència dels Països Catalans, promouen la llengua catalana, i reivindiquen la seua cultura i tradicions. També tracten qüestions vinculades a l'antifeixisme i l'antiracisme.
Les seues lletres, música i coherència política van marcar tota una generació de gent jove, la primera nascuda després de la mort de Franco, en un statu quo diferent i la primera que creixia amb la possibilitat d'estudiar en valencià.

## Història

### Inicis
A principis de la dècada de 1990, sorgí un nou moviment musical que es vindicà al marge de la institucionalització que havia patit el rock català. Aquesta fornada musical s'emmirallà, en part, en el rock radical basc i s'erigí com a «rock combatiu català». Aquest moviment, implícit d'una alta càrrega de discurs anticapitalista i independentista, es difongué a través de centres socials alliberats i espais alternatius, trobant un ambient procliu en els moviments socials i en grups com Obrint Pas, Inadaptats, Opció K-95 o KOP.
Obrint Pas es va formar el 4 de novembre de 1993, quan un grup de tres amics, Xavi Sarrià, Josep Pitarch i Carles Garcia, establí contacte a l'Institut d'Educació Secundària Benlliure de la ciutat de València. El 1994 enregistraren la seua primera maqueta, amb la qual van participar en la fase final del III Tirant de Rock organitzat per Acció Cultural del País Valencià, del qual van resultar un dels quatre guanyadors. Com a premi, el grup participà amb tres cançons en el CD compartit Tirant de Rock; una de les tres cançons escollides va ser «A València». El novembre del mateix any i amb els mateixos mitjans, enregistren una segona maqueta, La nostra hora, a la qual seguiria una tercera maqueta, publicada l'any 1995 amb el títol de Recuperant el somni. Durant els anys posteriors, la banda participà en diversos festivals i concursos que ajuden a consolidar-ne la música.

### La revolta de l'ànima
El primer disc arribà el 1997, un EP amb el nom de La revolta de l'ànima (compost per cinc peces i autogestionat per la mateixa banda), dins del segell 45 Revolucions, creat pels mateixos Obrint Pas. Després editaren l'àlbum homònim Obrint pas (2000), el primer disc amb la discogràfica Propaganda pel fet! que els ha acompanyat durant tota la trajectòria. Amb aquest primer treball Xavi Sarrià explicava: «La música del disc segueix les línies del nostre estil. Això sí, hem definit i concretat el so de les cançons més hardcore i més ska, però continuant amb les nostres pautes afegint trets de la música tradicional. Pel que fa a les lletres, el missatge és el de la visió de la realitat percebuda per uns joves valencians catalanistes».

### Terra

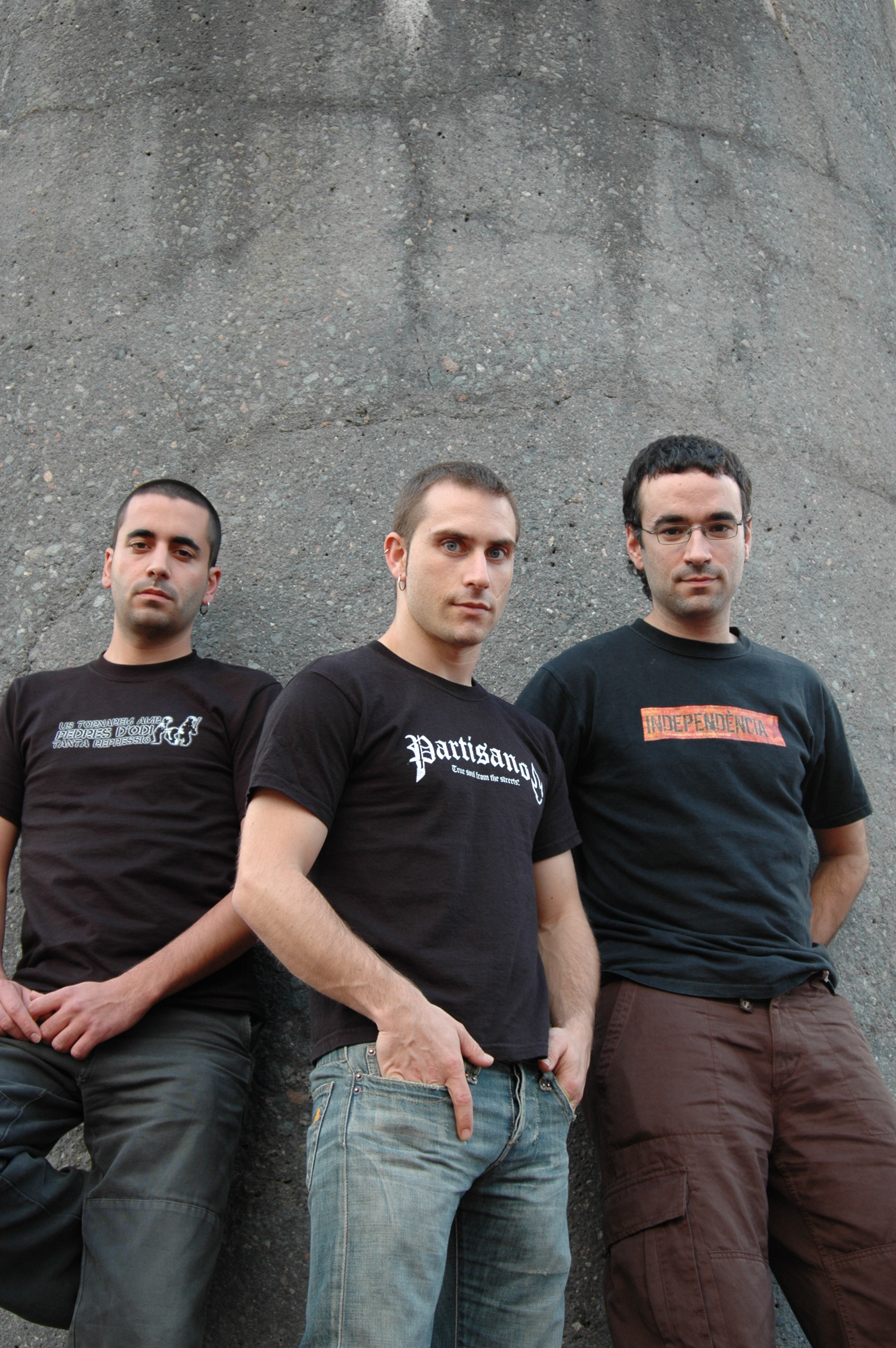
Miquel Gironès, Miquel Ramos i Xavi Sarrià (2005)

Un parell anys més tard i amb molts concerts a les espatlles, el grup es va consolidar amb Terra (2002), un treball en què augmentaren les seues influències de tipus folk, incloent estils com la cúmbia. «Terra és un viatge a les arrels, als orígens; volem donar a conèixer els referents dels Països Catalans», explicaven sobre un treball que ja incloïa la seva versió d'«El cant dels maulets».

### La flama
Posteriorment enregistraren el seu quart àlbum, La flama (2004), amb el qual es projectaren a altres països. Aquest treball va significar la completa popularització d'Obrint Pas com a bandera de la música combativa dels Països Catalans. Ho van fer a través de temes com «La flama»: «És la cançó que marca la temàtica del disc. Fa servir la metàfora del Correllengua, de rellevar la flama de generació en generació per mantenir-la viva». El treball també conté el reggae «Esperant», que adapta la lletra d'una cançó de Negu Gorriak titulada «Itxoiten». El seu cinquè treball va ser un disc en directe, En moviment! (2005), acompanyat del DVD Un poble en moviment! enregistrat al concert que tingué lloc al Campus dels Tarongers de la Universitat de València amb motiu de la Diada del 25 d'abril en homenatge a Ovidi Montllor i que marcava un punt i seguit en la història del grup. L'any 2006 portaren a cap la gira Internacionalista Tour 2006, que els dugué per diferents països d'Europa durant sis mesos de viatges.

### Benvinguts al paradís
A l'abril de 2007 el grup va publicar el seu sisè disc, Benvingut al paradís, enregistrat al Mas Nou de Cinctorres i que comptà amb la col·laboració de nombrosos artistes i grups com Miquel Gil, La Gossa Sorda, els veneçolans Area 23, l'italià Rude AKA Barriobeat, els occitans Alif Sound System, el basc Xabi Arakama de Trikizio o Pep Gimeno Botifarra. El disc va ser editat per Propaganda pel fet! i inclou el DVD Assaltant el Paradís, amb imatges de l'enregistrament del disc i de la seua gira Internacionalista Tour 2006.
El novembre del 2007, es publicà el llibre Del Sud. El País Valencià al ritme dels Obrint Pas (Editorial Mina), el primer llibre en què aquest grup té un paper protagonista. Es tracta d'un treball a mig camí entre el reportatge periodístic i l'assaig literari que explica els darrers quinze anys d'història del País Valencià en l'àmbit polític, social i cultural, a través de les cançons i la trajectòria del grup. Els autors són els periodistes valencians Antoni Rubio i Hèctor Sanjuan.

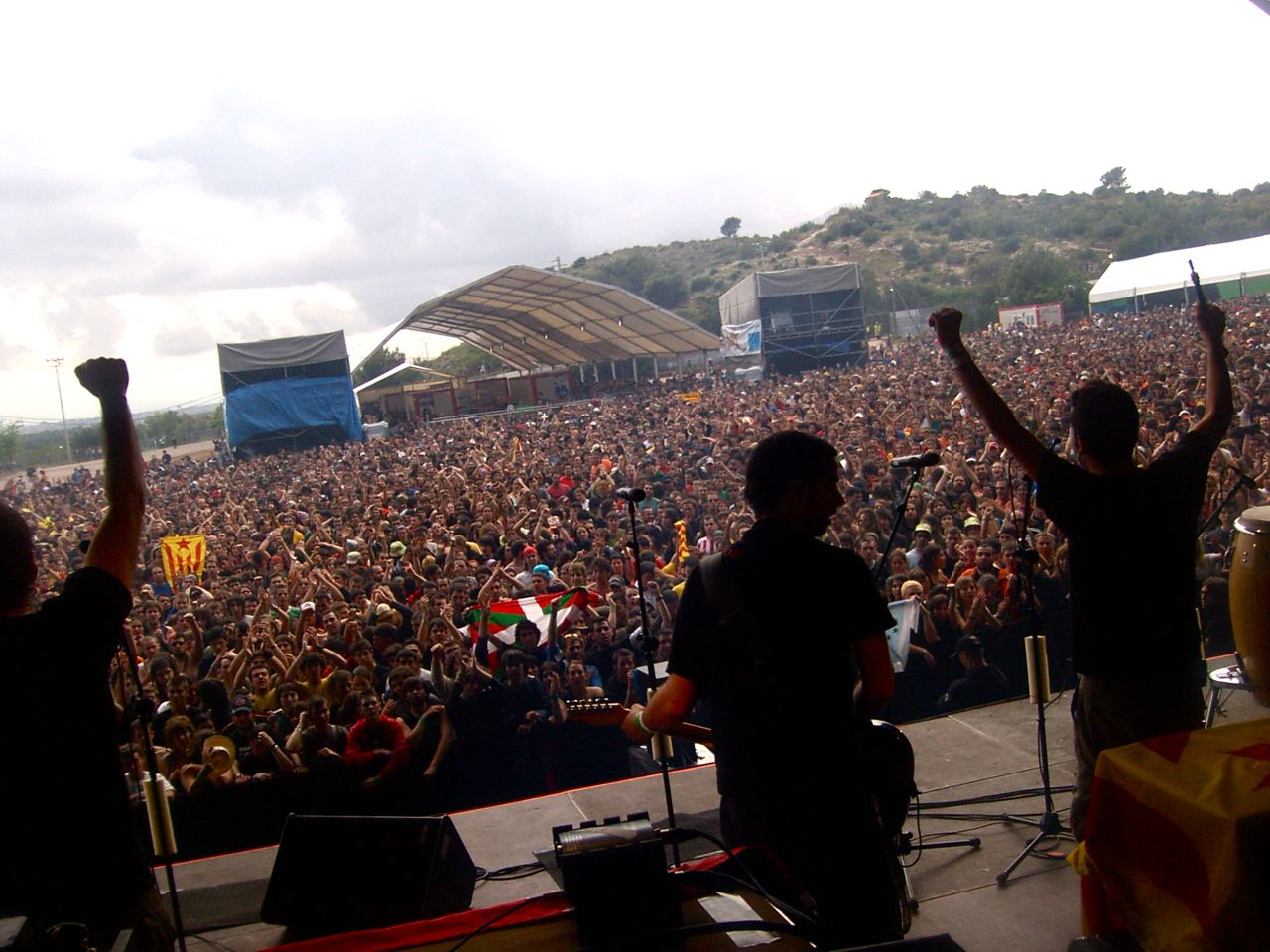
Obrint Pas al Viñarock celebrat a Benicàssim el 2007

Amb el pas dels anys, Obrint Pas consolidà la projecció a l'Estat espanyol amb actuacions a festivals com el Viña Rock, l'Extremusika de Càceres, l'Aúpa Lumbreiras, el Derrame Rock d'Astúries, el Festival por los Derechos Sociales d'Andalusia, el Festichan, Mostra das Culturas, Lenguas Vivas, Dia da Patria, Festival Poesia No Condado de Galícia, el Kilometroak, Sagarrondotik, Bilboko Aste Nagusia, Arabatakada del País Basc, el Baitu Rock de Burgos o el Festival Interpueblos i Internacionalista de Madrid, així com en sales i centres socials d'arreu. Al mateix temps continuà recorrent el món en gires internacionals tocant a Alemanya, Itàlia, els Països Baixos, Estat francès, Bèlgica, Àustria, Bòsnia, Croàcia, Suïssa, Portugal, la República Txeca, Eslovènia, Sardenya, Veneçuela, Cuba, Xile, Argentina, el Marroc, Palestina o el Japó.
El 7 de novembre del 2008, al blog del grup destacava la notícia del primer llibre de ficció escrit per Xavi Sarrià anomenat Històries del Paradís i publicat per l'Editorial Bromera. Un llibre que conta vint-i-cinc històries que ocorren simultàniament a diferents punts del planeta.
El 24 d'octubre de 2010, «La flama» fou la cançó del lipdub més multitudinari de la història, segons la World Record Academy. El clip va enregistrar-se a la ciutat de Vic i va comptar amb la presència de 5.771 persones. A finals d'agost de 2016 comptava amb més de 2,3 milions de visites a Youtube. Una versió de la cançó, que comptava amb la presència de Miquel Gil i Feliu Ventura, es va triar per un lipdub al poble de Porrera, impulsat per l'associació cultural Lo Cirerer i enregistrat per Televisió de Catalunya en 3D. Dos mesos després feren la seua primera gira al Japó amb una gran resposta del públic d'aquell país.

### Coratge
El 8 d'abril de 2011 presentaren el disc-llibre Coratge (Propaganda pel fet!). Després de quatre anys sense publicar cap disc, el grup publicà aquest disc-llibre de 15 cançons i 90 pàgines escrites per escriptors, poetes, músics i periodistes com Eduardo Galeano, Isabel-Clara Simó, Vicent Partal, Raul Zelik, Angela Jackson, Pascual Serrano, David Segarra, Feliu Ventura, Cesk Freixas, Manuel Baixauli, Marc Granell, Elvira Cambrils, David Fernàndez i Laia Altarriba, entre d'altres. El disc-llibre Coratge entrà directament al número 12 de la llista de vendes de l'Estat espanyol.
El juliol del 2011 tornaren al Japó per actuar al Fuji Rock, el festival musical més gran d'Àsia i un dels més multitudinaris del món. Poc després el seu disc Coratge fou editat al Japó amb la discogràfica Japonicus.
El 21 de març de 2013, Obrint Pas anuncià una aturada temporal però indefinida, després d'una breu gira de concerts el mateix any que culminà la nit de cap d'any al Festivern i que donà pas a tres actuacions últimes en acústic el 2014: a l'Auditori de Barcelona en el marc del Barnasants, al Teatre Principal de Palma i al Teatre Principal de València. El 2014 Xavi Sarrià publicà la novel·la Totes les cançons parlen de tu amb l'editorial Sembra Llibres.

## 45 Revolucions
45 Revolucions Records va ser un segell discogràfic creat el 1998 per Obrint Pas amb la col·laboració d'altres grups com Sant Gatxo, Ki Sap, Front Semicorxera d'Alliberament Nacional/Terra Vermelha, Atzukak, Arròs Caldós i Feliu Ventura.
A Obrint Pas, després de merèixer (ex aequo amb Zitzània) el primer premi del 2n Concurs de Maquetes Enderrock (posteriorment reconvertit en el Sona9) de l'any 1996, se'ls va proposar, com a guanyadors del concurs, de gravar un disc amb la discogràfica Música Global, que havia estat el segell discogràfic de molts grups d'èxit dels Països Catalans. No obstant això, després de discussions entre la discogràfica i el grup de música, els Obrint Pas decidiren de no acceptar per desacords amb les condicions del contracte i van muntar la seua pròpia discogràfica l'any 1997 amb suport d'altres grups del País Valencià.

### Discografia
- Feliu Ventura, Estels de tela (45 Revolucions Records, 2000)[23]
- Ki Sap, Ki Sap (45 Revolucions Records, 1999)
- Ki Sap, L'Horta Ska (45 Revolucions Records, 1998)
- Obrint Pas, La revolta de l'ànima (45 Revolucions Records, 1997)
- Sant Gatxo, Sant Gatxo (45 Revolucions Records, 1998)
- Front Semicorxera d'Alliberament Nacional/Terra Vermelha, Veus guerrilheiras (45 Revolucions Records, 1998)

## Discografia

### Maquetes
| • Obrint pas (1994) |
| ------------------- |
|                     |

| • La nostra hora (1994) |
| ----------------------- |
|                         |

| • Recuperant el somni (1995)                                                        |
| ----------------------------------------------------------------------------------- |
| 1. Continuant Avançant 2. Els Colors de la Lluita 3. No Tingues Por 4. Viva Zapata' |

### Àlbums
| • La revolta de l'ànima (1997)                                                                |
| --------------------------------------------------------------------------------------------- |
| 1. La revolta de l'ànima 2. Som més 3. Els crits de la terra 4. El ritme de la gent 5. Àfrica |

| • Obrint pas (2000) |
| --- |
| 1. On vas? 2. Trencar el silenci 3. Continuant avançant 4. Sota el seu cel 5. Telefeixisme 6. Ja no ens queda res 7. Cada cop 8. Temps d'esclatar 9. Quan no hi ets 10. No tingues por (a la memòria de Guillem Agulló) 11. Punt de mira |

| • Terra (2002) |
| --- |
| 1. No hem oblidat 2. Respecte 3. Sense terra 4. Més lluny 5. Fuster 82/02 6. Ara 7. Des de la nit 8. Avui com ahir 9. Lluny d'aquí 10. La marxa 11. Trets al cor 12. Del sud 13. El cant dels Maulets (amb Al Tall) |

| • La flama (2004) |
| --- |
| 1. La flama 2. El foc i la paraula 3. Novembre 4. Cançó de bressol 5. Esperant 6. Caça de bruixes 7. Temps difícils 8. Mil nou-cents trenta-nou 9. Quatre vents 10. Records 11. No hi ha demà 12. Tornar a casa 13. Som |

| • En Moviment! (CD) + Un Poble En Moviment! (DVD) (2005) |
| --- |
| 1. Fuster 82/02 (homenatge a l'escriptor Joan Fuster) 2. Ara 3. El Foc i la Paraula 4. La Flama 5. Caça De Bruixes (Amb Carles Belda a l'Acordio) 6. Esperant 7. No Hem Oblidat 8. 1939 9. Avui Com Ahir 10. Quatre Vents (amb Joan Garriga a l'acordió i Bolo i Edu de la Gossa Sorda a la percussió) 11. Des De La Nit 12. Novembre 13. No Hi Ha Demà 14. La Revolta De L'Anima 15. Tot Explota Pel Cap o Per La Pota 16. Sant Antoni 17. Cada Cop 18. Telefeixisme (Amb Àlex d'Inadaptats) 19. Trencar El Silenci 20. Els Crits De La Terra / Bella Ciao 21. Kolore Bizia (Amb Fermin Muguruza) 22. A Guillem (discurs de Betlem Agulló, en record del seu germà Guillem) 23. No Tingues Por 24. La Marxa 25. Continuant Avançant 26. Del Sud (amb Borja Penalba i Miquel Gil) 27. A València 28. Som 29. El Cant Dels Maulets (amb Titot de Brams i Al Tall) |

| • Benvingut Al Paradís (CD) + Assaltant El Paradís (DVD) (2007) |
| --- |
| 1. Benvingut Al Paradís (amb Manoli Alandes i Alif Sound System) 2. Viure 3. Cau La Nit (amb Miquel Gil i Rude) 4. El Gran Circ Dels Invisibles (amb Rude) 5. Una Història D'Amor 6. Lluna De Plata 7. Alça't 8. Quan Es Fa Fosc 9. Tres Segles 10. Camins 11. Mentides 12. Malaguenya de Barxeta (amb Pep Gimeno Botifarra) 13. Barricades 14. Somnis De Lluna (amb Area 23) 15. Cante 16. Amb La Teua Gent (amb La Gossa Sorda) 17. Dakar (amb Abdelijalil Kodssi) 18. L'Últim Combat (amb Juanan) |

| • Coratge (Disc-Llibre) (2011) |
| --- |
| 1. Preludi 2. Coratge (amb Eduard Casals, Viola de Roda, Xabi Arakama, Trikitixa i Juanan) 3. La Vida Sense Tu 4. Seguirem (amb Marina Torres i Ariadna Prunells (The Pepper Pots) 5. Perdut Als Carrers Del Món (amb Fermin Muguruza, Tobal Rentero i Maria de Palol) 6. I Si Demà No Tornara (amb Xabi Arakama, Trikitixa) 7. Si Tanque Els Ulls (amb Juanan) 8. La Nit Dels Corbs (amb Marina Torres i Ariadna Prunells (The Pepper Pots) 9. Barcelona (amb Xabi Arakama, Trikitixa) 10. La Cultura De La Por 11. Murals (amb Mohamed Ayoub) 12. Alegria (amb Xabi Arakama, Trikitixa) 13. Se'n Va Amb El Vent (amb Panxo i Violeta d'Orxata Sound System i Tobal Rentero) 14. Al País De L'Olivera (amb Mara Aranda,Paco Costa i Tobal Rentero) 15. Jota Valenciana (amb Mara Aranda, Feliu Ventura, Al Tall, Pep Gimeno Botifarra, Miquel Gil, Tobal Rentero i Paco Costa) |

### Altres
- Tirant de Rock (1994)